# Scrub Island (Anguilla)
Scrub Island ist eine Insel in der Karibik und Teil des britischen Überseegebietes Anguilla. Die Insel ist mit einer Fläche von 3,48 km² die größte Nebeninsel Anguillas und liegt vor der nordöstlichen Spitze der Hauptinsel. Der Meeresarm zwischen beiden Inseln, der Scrub Island Channel, ist etwa 600 m breit.
Die Ausdehnung von Scrub Island in Südwest-Nordost-Richtung beträgt etwas mehr als vier Kilometer bei einer maximalen Breite von etwas über einem Kilometer. Die Insel besitzt einige Sandstrände und ansonsten felsige Küsten – vor allem die Nordostspitze ist stärker zerklüftet. Dort befinden sich unmittelbar vor Scrub Island einige winzige Cays, deren größtes Eiland den Namen Deadman’s Cay trägt. Die etwas größere Nachbarinsel Little Scrub Island liegt dagegen nordwestlich.
Scrub Island ist sanft hügelig und großteils von Gestrüpp (englisch Scrub) bedeckt. Die maximale Höhe beträgt 24 Meter.
Im Nordosten findet man die Reste einer Landepiste und eines Ferienresorts. Diese Anlage war Tarnung für Drogenhändler und 1983 Schauplatz einer Razzia der amerikanischen Drogenbekämpfungsbehörde DEA. Die Insel ist nun unbewohnt und nur mehr von einigen Ziegen bevölkert.